# Port lotniczy Phuket

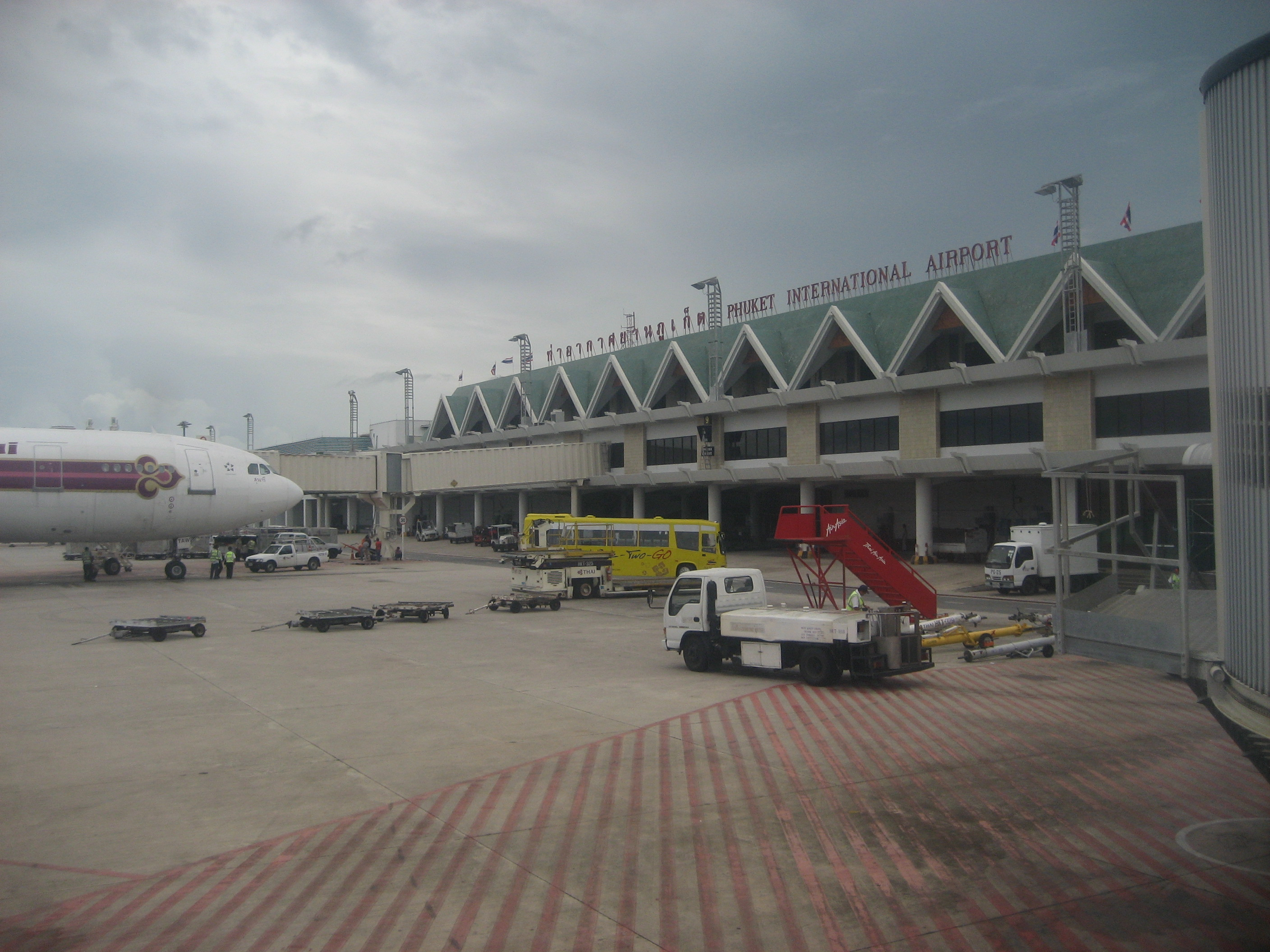
Widok na terminal od płyty postojowej samolotów

Port lotniczy Phuket (ang.: Phuket International Airport, taj.: ท่าอากาศยานนานาชาติภูเก็ต, kod IATA: HKT, kod ICAO: VTSP) – trzeci co do wielkości port lotniczy Tajlandii, położony 32 km od centrum miasta Phuket, na północy wyspy Phuket, kurortu na wybrzeżu Oceanu Indyjskiego.
Według danych za 2023 rok, port obsłużył w ciągu roku ponad 13,9 mln pasażerów i przewiózł 32 tys. ton ładunków, wykonując 87 tys. operacji lotniczych na jednej asfaltobetonowej 3000-metrowej drodze startowej o szerokości 45 metrów. Port obsługuje wiele linii lotniczych połączeniami do miast Tajlandii, Azji, Europy i obu wybrzeży oceanicznych Australii.
Najpopularniejsze są trasy krajowe, łączące Phuket z dwoma lotniskami w Bangkoku – Suvarnabhumi i Don Mueang. Z tras międzynarodowych największą popularnością cieszą się trasy do Singapuru, Kuala Lumpur i Szanghaju (dane za 2019 rok).
Lotnisko posiada dwa terminale, które aktywnie obsługują ruch pasażerski. Terminal 1 dedykowany jest lotom krajowym, zaś większy Terminal 2 obsługuje wszystkie połączenia międzynarodowe. Terminale są położone w dwóch oddzielnych budynkach, oddalonych od siebie o około 500 metrów. Przemieszczać między nimi można się pieszo lub darmowym busem lotniskowym.

## Katastrofy i wypadki
16 września 2007 rejsowy lot nr 269 tajskich tanich linii lotniczych One-Two-GO Airlines, przylatujący z portu lotniczego Don Munag w Bangkoku, rozbił się podczas lądowania po mocnym przyziemieniu na drodze startowej na silnym wietrze podczas ulewy tropikalnej. Samolot typu McDonnell Douglas MD-82 wpadł w poślizg i opuścił pole wzlotów, wpadając pomiędzy drzewa pobliskiej dżungli, rozbijając się na dwie części i stając w płomieniach. Ze 130 osób na pokładzie (123 pasażerów i 7 członków załogi) 89 zginęło i 41 zostało rannych.

## Linie lotnicze i kierunki lotów

### Rejsowe
| Linia lotnicza                | Kierunek |
| ----------------------------- | --- |
| 9 Air                         | 1. Guangzhou 2. Guiyang |
| Aeroflot                      | 1. Chabarowsk 2. Krasnojarsk 3. Moskwa-Szeremietiewo 4. Nowosybirsk 5. Petersburg 6. Władywostok 7. Jekaterynburg                     |
| Air Arabia                    | Sezonowe: 1. Sharjah |
| Air Astana                    | 1. Ałmaty Sezonowe: 1. Astana (od 26 października 2024)                                                                               |
| Air China                     | 1. Pekin 2. Chengdu-Tianfu 3. Hangzhou                                                                                                |
| Air India                     | 1. Delhi |
| Asiana Airlines               | 1. Seul-Inczon |
| Bangkok Airways               | 1. Bangkok-Suvarnabhumi 2. Chiang Mai 3. Hat Yai 4. Koh Samui                                                                         |
| Batik Air Malaysia            | 1. Kuala Lumpur |
| Cathay Pacific                | 1. Hongkong |
| China Eastern Airlines        | 1. Chengdu-Tianfu 2. Kunming 3. Lanzhou 4. Nanjing 5. Taiyuan 6. Xi'an                                                                |
| China Southern Airlines       | 1. Guangzhou |
| Condor                        | 1. Frankfurt (od 21 września 2024) |
| Edelweiss Air                 | Sezonowe: 1. Zurych |
| El Al                         | 1. Tel Awiw |
| Emirates                      | 1. Dubaj |
| Etihad Airways                | 1. Abu Zabi |
| EVA Air                       | 1. Tajpej-Taoyuan |
| Finnair                       | Sezonowe: 1. Helsinki |
| Firefly                       | 1. Penang |
| Hainan Airlines               | 1. Pekin |
| HK Express                    | 1. Hongkong |
| Hong Kong Airlines            | 1. Hongkong |
| I-Fly                         | 1. Krasnojarsk 2. Moskwa-Wnukowo 3. Nowosybirsk                                                                                       |
| IndiGo                        | 1. Bengaluru 2. Delhi 3. Mumbaj |
| Jetstar                       | 1. Melbourne 2. Perth 3. Sydney |
| Jetstar Asia                  | 1. Singapur |
| Jin Air                       | Sezonowe: 1. Seul-Inczon |
| Juneyao Air                   | 1. Nanjing 2. Szanghaj-Pudong |
| Korean Air                    | 1. Seul-Inczon |
| Kunming Airlines              | 1. Kunming |
| Mahan Air                     | Sezonowe: 1. Tehran |
| Malaysia Airlines             | 1. Kuala Lumpur |
| MIAT Mongolian Airlines       | Sezonowe: 1. Ułan Bator |
| Myanmar Airways International | 1. Rangun |
| Neos                          | Sezonowe: 1. Brno 2. Mediolan-Malpensa                                                                                                |
| Nok Air                       | 1. Bangkok-Don Mueang 2. Pekin 3. Chengdu-Tianfu 4. Hangzhou 5. Ubon Ratchathani                                                      |
| Nordwind Airlines             | 1. Czelabińsk 2. Irkuck 3. Chabarowsk 4. Krasnojarsk 5. Moskwa-Szeremietiewo 6. Niżny Nowgoród 7. Nowosybirsk 8. Petersburg 9. Jakuck |
| Okay Airways                  | 1. Changsa 2. Chengdu-Tianfu Sezonowe: 1. Hangzhou                                                                                    |
| Oman Air                      | 1. Maskat |
| Qanot Sharq                   | Sezonowe: 1. Taszkent |
| Qatar Airways                 | 1. Doha |
| SalamAir                      | 1. Maskat |
| Saudia                        | 1. Dżudda (od 2 grudnia 2024) 2. Rijad (od 3 grudnia 2024)                                                                            |
| Shanghai Airlines             | 1. Szanghaj-Pudong |
| Shenzhen Airlines             | 1. Shenzhen |
| Sichuan Airlines              | 1. Chengdu-Tianfu 2. Chongqing |
| Singapore Airlines            | 1. Singapur |
| SpiceJet                      | 1. Delhi |
| Spring Airlines               | 1. Guangzhou 2. Szanghaj-Pudong |
| Thai AirAsia                  | 1. Bangkok-Don Mueang 2. Bangkok-Suvarnabhumi 3. Chiang Mai 4. Hongkong 5. Siem Reap (od 29 października 2024) 6. Singapur            |
| Thai Airways International    | 1. Bangkok-Suvarnabhumi |
| Thai Lion Air                 | 1. Bangkok-Don Mueang 2. Bengaluru 3. Changsha 4. Hangzhou 5. Hefei 6. Mumbaj 7. Nankin 8. Szanghaj-Pudong 9. Tiencin 10. Xi'an       |
| Thai VietJet Air              | 1. Bangkok-Suvarnabhumi 2. Chiang Mai 3. Chiang Rai 4. Jinan 5. Zhengzhou                                                             |
| Tigerair Taiwan               | 1. Tajpej-Taoyuan |
| TUI Airways                   | Sezonowe: 1. Londyn-Gatwick 2. Manchester                                                                                             |
| Turkish Airlines              | 1. Stambuł |
| Uzbekistan Airways            | 1. Taszkent |
| VietJet Air                   | 1. Hanoi 2. Ho Chi Minh |

### Międzynarodowe czarterowe
- Belair (Zurych)
- Enter Air (Warszawa)
- Hong Kong Airlines (Hongkong)

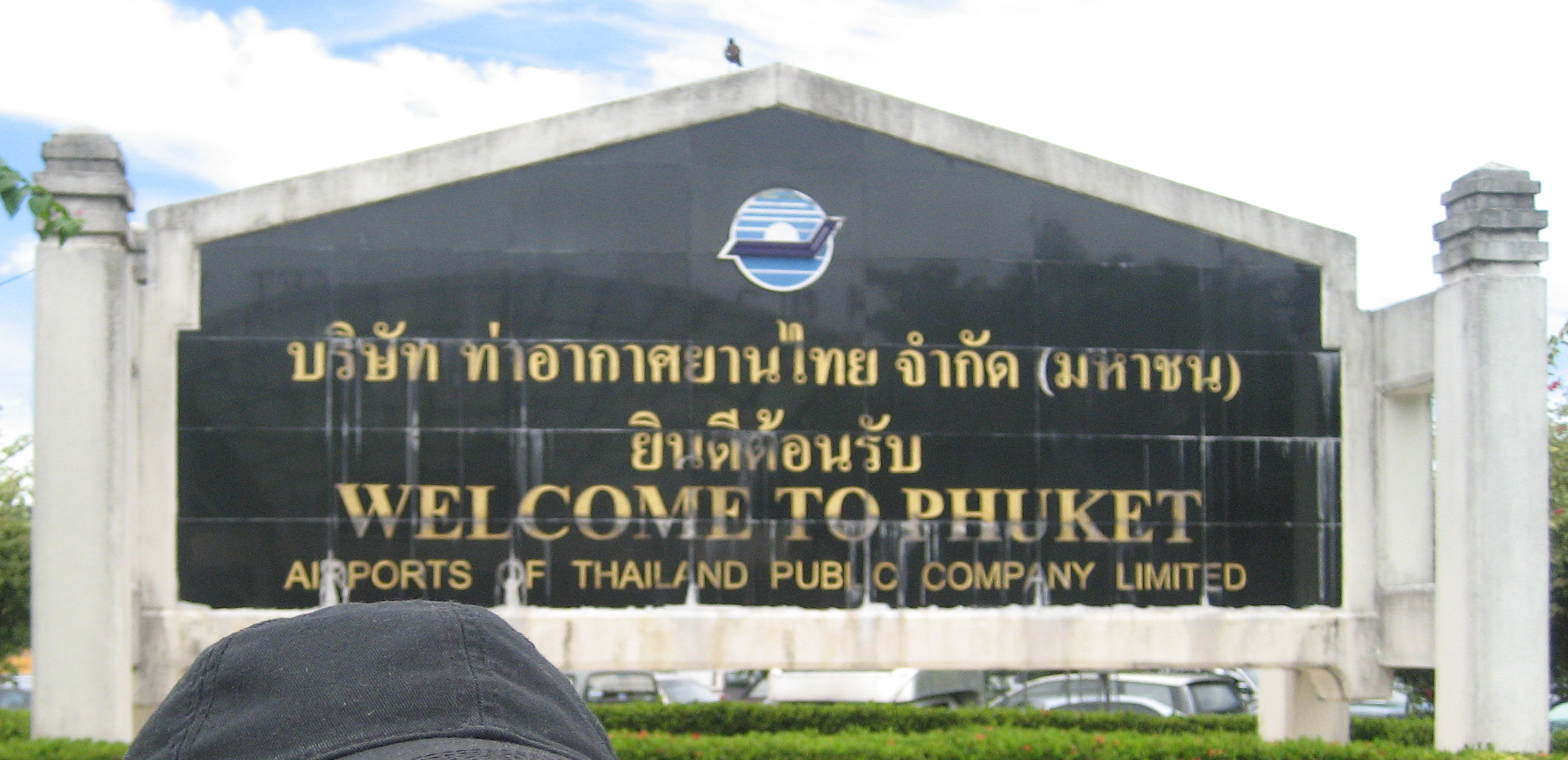
Powitanie przy wjeździe do portu

- MyTravel Airways (Oslo, Sztokholm-Arlanda, Kopenhaga)
- Novair (Sztokholm-Arlanda, Kopenhaga, Malmö, Göteborg)
- Thomsonfly (Londyn-Gatwick, Manchester)
- TransAsia Airways (Tajpej-Taoyuan Taiwan)
- Travel Service (Praga-Ruzyně)
- TUIfly Nordic (Kopenhaga, Oslo, Sztokholm-Arlanda)
- Polskie Linie Lotnicze LOT (Katowice, Warszawa)